# Batagur trivittata
Batagur trivittata (лат.) — вид пресноводных черепах рода Батагуры (Batagur) из семейства азиатские пресноводные черепахи. Эндемик Мьянмы, который считался вымершим до тех пор, пока не был вновь открыт в 2002 году.

## Описание
Batagur trivittata — крупная пресноводная травоядная черепаха, размер панциря достигает 62 см. Самки вырастают значительно крупнее самцов. Окраска самцов меняется в течение сезона размножения, когда их обычно зелёные головы становятся ярко-зеленовато-жёлтыми с крупными чёрными отметинами.

## Ареал и местообитание
Batagur trivittata — эндемик основных речных систем Мьянмы. Исторически вид было широко распространён и многочислен. Однако долгосрочное сокращение численности популяции было вызвано интенсивным сбором яиц, выловом взрослых особей для использования в пищу и утраты критических мест обитания для гнездования. К концу 1990-х годов вид считался вымершим, пока живой экземпляр, купленный на китайском рынке дикой природы, не попал американскому коллекционеру черепах в начале 2000-х годов. Вскоре после этого полевые исследования «переоткрыли» две остаточные популяции в реке Дохтавади и в верхнем течении реки Чиндуин. Вскоре после этого были начаты интенсивные работы по спасению и размножению вида.

## Программа сохранения
Вид остаётся очень редким в дикой природе, но проект по сохранению этой черепахи был успешным. К 2011 году насчитывалось несколько сотен экземпляров в Яданабонском зоопарке в Мандалае и в центре сохранения черепах в парке Лоукананда в Пагане. К 2020 году популяция черепах увеличилась до 1 тыс. животных в неволе. Некоторые экземпляры были выпущены в дикую природу.